# Санденс 1989

Офіційний постер кінофестивалю «Санденс» 1989

5-й щорічний кінофестиваль «Санденс» (назва на момент проведення — Кінофестиваль Сполучених Штатів Америки) проходив з 20 по 29 січня 1989 року в американському місті Парк-Сіті, штат Юта.
Фестиваль відкривав відреставрований німий фільм 1927 року американського періоду творчості німецького режисера Фрідріха Вільгельма Мурнау «Схід: Пісня двох людей», який свого часу здобув 3 премії Американської кіноакадемії.
На кінофестивалі було представлено понад 60 художніх фільмів і 30 короткометражок.
Фестиваль відсвяткував 100-річчя творчості Чарлі Чапліна та презентував 2 програми, присвячені мультфільмам Джея Ворда. Крім того, колумбійський письменник Ґабрієль Ґарсія Маркес продовжив уже розпочате раніше фестивалем дослідження латиноамериканського кіно, переглянувши 6 повнометражних кіноробіт, заснованих на його художніх творах.

## Переможці
Документальна стрічка Ела Райнарта «Для всього людства» про космічну програму «Аполлон» отримала 2 нагороди.
Загалом, на церемонії нагородження було роздано 7 нагород, 2 з яких — Приз глядацьких симпатій і Трофей кінематографістів — були вперше представлені у кожній з конкурсних програм:
- Ґран-прі журі за драматичний фільм — «Справжнє кохання»
- Ґран-прі журі за документальний фільм — «Для всього людства»
- Приз глядацьких симпатій за документальний фільм — «Для всього людства»
- Приз глядацьких симпатій за драматичний фільм — «Секс, брехня та відео»
- Трофей кінематографістів за драматичний фільм — «Шосе зустрічей»
- Трофей кінематографістів за документальний фільм — «Джон Г'юстон»
- Спеціальне визнання журі — «Співмешканець»

## Журі
Журі конкурсних програм фестивалю було представлено 11 членами.

### Члени журі програми драматичних фільмів
- Бет Генлі
- Дебра Гілл
- Джоді Фостер
- Моунт Гелман
- Пеґґі Райскі
- Девід Бартон Морріс

### Члени журі програми документальних фільмів
- Елліот Кеплен
- Денніс О'Рурк
- Жан-П'єр Ґорен
- Карен Купер
- Нік Гарт-Вільямс

## Мандрівні заходи
Паралельно з показами в США кілька режисерів вирушили в Токіо, столицю Японії, щоб продемонструвати свої конкурсні кінороботи. Таким чином, кінофестиваль «Санденс» у Токіо, заснований для підтримки культурного обміну між американськими та японськими кінематографістами, поділився американським незалежним кіно з глядачами Японії, а також допоміг надати доступ до таких фільмів з метою їх подальшого продажу та дистрибуції у межах японського ринку.

## Цікаві факти
- Це востаннє, коли кінофорум носив назву "Кінофестиваль Сполучених Штатів Америки"[6].
- Фільм відкриття фестивалю «Схід: Пісня двох людей» разом із іншими 24 видатними кінострічками у 1989 році Національною радою США зі збереження фільмів було внесено до Національного реєстру фільмів[7].
- Окрім визнання на кінофестивалі США, стрічка «Для всього людства» у 1989 році отримала нагороду Міжнародної асоціації документалістики[8], а у 1990 році номінувалася на здобуття премії «Оскар» за найкращий документальний повнометражний фільм[9].
- Австралійський документаліст Денніс О'Рурк у 1986 році вже був членом журі програми документальних фільмів фестивалю[10].